# Maximiliano Cortázar Lara
Gerardo Maximiliano Cortázar Lara  (Ciudad de México, 2 de noviembre de 1968) es un político mexicano.
Es miembro del Partido Acción Nacional, partido político del cual funge como miembro de la Comisión Permanente.

## Trayectoria
Gerardo Maximiliano Cortázar Lara fue baterista de la banda musical llamada “Timbiriche” en la década de 1980 y, posteriormente, se convirtió en baterista y corista de Cristian Castro.
Cortázar se afilió al Partido Acción Nacional a principios de los 90, colaborando en diversas campañas del PAN en el Distrito Federal y, posteriormente, dentro del equipo de campaña del candidato panista a la presidencia de México, Vicente Fox. Durante el sexenio de Vicente Fox, se desempeñó como funcionario público en el área de Coordinación de Comunicación Social de la Secretaría de Relaciones Exteriores. En 2001, fungió como Director de Medios Estatales en la Oficina de la Presidencia y, posteriormente, como director general de Medios Nacionales hasta el 2003, año en el que se incorporó a la Secretaría de Energía.
En la Secretaría de Energía, con Felipe Calderón al mando de esta dependencia, Cortázar se encargó de la Dirección General de Comunicación Social hasta 2004.
En 2005, se incorpora a la campaña a la candidatura presidencial del PAN de Felipe Calderón, en donde se encargó de coordinar la comunicación social. Ocupó el mismo cargo una vez que Calderón Hinojosa fue elegido como candidato de Acción Nacional.  
Cuando Felipe Calderón fue elegido Presidente de la República, Cortázar se mantuvo como encargado del área de comunicación del equipo de transición. En 2006, fue nombrado titular de la Coordinación General de Comunicación Social de la Presidencia de la República. 
En 2010, fungió como Secretario de Comunicación Social del Comité Ejecutivo Nacional del PAN y, hacia finales de 2011, comenzó a trabajar en la campaña del precandidato a la Presidencia, Ernesto Cordero. En junio de 2012, se integró como Coordinador de Difusión de la campaña presidencial del PAN, con Josefina Vázquez Mota como candidata.

### Diputado federal
En septiembre de 2012, se integró a la LXII Legislatura como diputado plurinominal de la cuarta circunscripción. Durante los casi tres años de su encargo, fue integrante de la Comisión del Distrito Federal, Presupuesto y Cuenta Pública y secretario de la Comisión de Radio, Televisión y Cinematografía. Asimismo, fue integrante y presidente por un año de la Comisión Bicameral del Canal del Congreso. 

En enero de 2015, Cortázar solicitó licencia como diputado federal para formar parte del equipo de trabajo del gobernador del Estado de Puebla, Rafael Moreno Valle Rosas. Asumió la titularidad de la Coordinación de Comunicación, Difusión y Promoción del Gobierno del Estado de Puebla.